# Taygetis stigma
Taygetis stigma är en fjärilsart som beskrevs av Gustav Weymer 1907. Taygetis stigma ingår i släktet Taygetis och familjen praktfjärilar. Inga underarter finns listade i Catalogue of Life.